# Кабардинка (село)
Кабардинка (рос. Кабардинка) — село в Урванському районі Кабардино-Балкарії Російської Федерації.
Орган місцевого самоврядування — сільське поселення Псикод. Населення становить 99 осіб.

## Історія
Згідно із законом від 27 лютого 2005 року органом місцевого самоврядування є сільське поселення Псикод.

## Населення
| 2002 | 2010 |
| ---- | ---- |
| 113  | ↘99  |